# Ulkeus sahlbergi
Ulkeus sahlbergi är en skalbaggsart som först beskrevs av Schmidt 1893.  Ulkeus sahlbergi ingår i släktet Ulkeus och familjen stumpbaggar. Inga underarter finns listade i Catalogue of Life.